# Pokennips dentipes
Pokennips dentipes är en spindelart som först beskrevs av Simon 1894.  Pokennips dentipes ingår i släktet Pokennips och familjen Cyatholipidae.
Artens utbredningsområde är Jamaica. Inga underarter finns listade i Catalogue of Life.